# Janie
Janie è un film del 1944 diretto da Michael Curtiz.